# Klaus Schwab
Klaus Schwab, född 30 mars 1938 i Ravensburg, är en tysk nationalekonom. Han är grundare av och ordförande för World Economic Forum och leder även andra stiftelser.
Schwab är son till en fabriksägare från Schweiz och efter gymnasieutbildningen i tyska Ravensburg började han studera vid Eidgenössische Technische Hochschule Zürich. Där blev han ingenjör och senare även teknologie doktor (Dr. sc. techn.). Schwab promoverades till doktor i nationalekonomi vid Universität Freiburg (Fribourg) i Schweiz. Han var även en tid vid Harvard University och blev Master of Public Administration.
1971 grundade Schwab European Management Conference som 1987 blev World Economic Forum. Stiftelsens årliga konferens i Davos kritiserades av antiglobaliseringsrörelsen. För 2012 hade Schwab själv satt ämnet "kritik mot kapitalism" på symposiets dagordning.

## Publikationer
- Der längerfristige Exportkredit als betriebswirtschaftliches Problem des Maschinenbaues (untersucht am Beispiel der Bundesrepublik Deutschland), Offenbach 1965 (samtidig dissertation vid ETH Zürich)
- Der Exportkredit. Hinweise für den deutschen Exporteur, Frankfurt am Main 1966
- Öffentliche Investitionen und wirtschaftliches Wachstum, Ravensburg 1966 (samtidig dissertation vid Universität Fribourg)
- Moderne Unternehmensführung im Maschinenbau (tillsammans med Hein Kroos), Frankfurt 1971
- Chancenmanagement, Düsseldorf 1976
- Overcoming indifference. Ten key challenges in today's changing world. A survey of ideas and proposals for action on the threshold of the twenty-first century (Herausgeberschaft), New York 1995